# Choummaly Sayasone
Choummaly Sayasone (ur. 6 marca 1936 w Attapu) – wojskowy i polityk laotański, od 8 czerwca 2006 do 20 kwietnia 2016 prezydent Laosu, od 21 marca 2006 do 22 stycznia 2016 Sekretarz Generalny KC Laotańskiej Partii Ludowo-Rewolucyjnej.
Zawodowy wojskowy w stopniu generalskim, pełnił m.in. funkcję ministra obrony oraz wiceprezydenta. 21 marca 2006 na VIII Kongresie Laotańskiej Partii Ludowo-Rewolucyjnej został wybrany na jej Sekretarza Generalnego i pełnił tę funkcję do 22 stycznia 2016. 8 czerwca 2006 zastąpił na czele państwa Khamtai Siphandona. W Biurze Politycznym partii zasiadał od 2001 roku. 
20 kwietnia 2016 na stanowisku prezydenta został zaprzysiężony Boungnang Vorachith.